# Frontipodopsidae
Frontipodopsidae zijn  een familie van mijten. Bij de familie is één geslacht met circa 10 soorten ingedeeld.